# Michel Aoun
Michel Naim Aoun (Haret Hreik, Beirut, 19. veljače 1935.), bivši predsjednik Libanona i general. Vođa je stranke "Slobodne domovinske fronte", koju uglavnom sačinjavaju Maroniti, i dio je 8.-ožujskog pokreta kojim dominira Hezbollah.

## Životopis

### Pozadina
Još od proglašenja samostalnosti, oslobađajući se francuskih kolonijalnih vlasti 1945. godine, libanonski politički život i javni sektor napravljeni su prema podjeli vlasti između različitih vjerskih skupina. Prema ustavu, državom treba upravljati maronitski predsjednik, pripadnik sunitskog islama treba obnašati dužnost premijera dok glasnogovornik treba biti iz reda šijita. 
Kada je osnovana država Izrael 1948. godine, oko 750 000 Palestinaca je izbjeglo u susjedne države. Kada je vođa Palestinske oslobodilačke organizacija Jaser Arafat, početkom 1970-ih godina došao u sukob sa sirijskim vođom Hafezom al-Assadom, odlazi u Libanon i tamo uspostavlja sjedište iz kojeg izvode gerilske napade na Izrael. Izraelci su odgovarali protunapadima, praveći velike štete libanonskoj infrastrukturi i ekonomiji. Pored toga i unutarnje političke borbe, koje su trajale već desetljećima bile su uzrok početaku libanonskog građanskog rata. 

### Michel Aounova vladavina
Kada je predsjednik Amine Gemayel napustio dužnost 1988. godine, libanonski parlament se nije mogao dogovoriti tko će obnašati dužnost predsjednika, pošto su postojale velike nesuglasice između dvije suparničke opcije. Aoun je bio vođa jedne od opcija 22. rujna 1988. do 13. listopada 1990. godine.
Michel Aoun tražio je da sirijske snage napuste Libanon. U početku je dobio potporu međunarodne zajednice, poglavito Arapske Lige. Početkom iračke invazije Kuvajta, dolazi do opadanja međunarodne potpore Libanonu, i sirijski angažman u Libanonu se nastavlja. Građanski rat se završava potpisivanjem mirovnog sporazuma 1989. godine, koji je istovremeno ozakonio sirijski utjecaj u Libanonu; politički, ekonomski i vojni. General Michel Aoun se tome protivio i započeo je oslobodilački rat koji je izgubio. Bježi u Francusku i od tamo vodi političku opoziciju za oslobođenje Libanona.
U travnju 2005. godine, poslije povlačenja sirijskih snaga iz Libanona, vraća se u zemlju i aktivno uključuje u politiku. Vođa je stranke "Slobodne domovinske fronte", a u listopadu 2016. godine postaje predsjednik Libanona, koju dužnost obnaša do 30. listopada 2022.

## Vanjske poveznice
|  | Zajednički poslužitelj ima stranicu o temi Michel Aoun |